# Zum Berzberg 9 (Berzbuir)

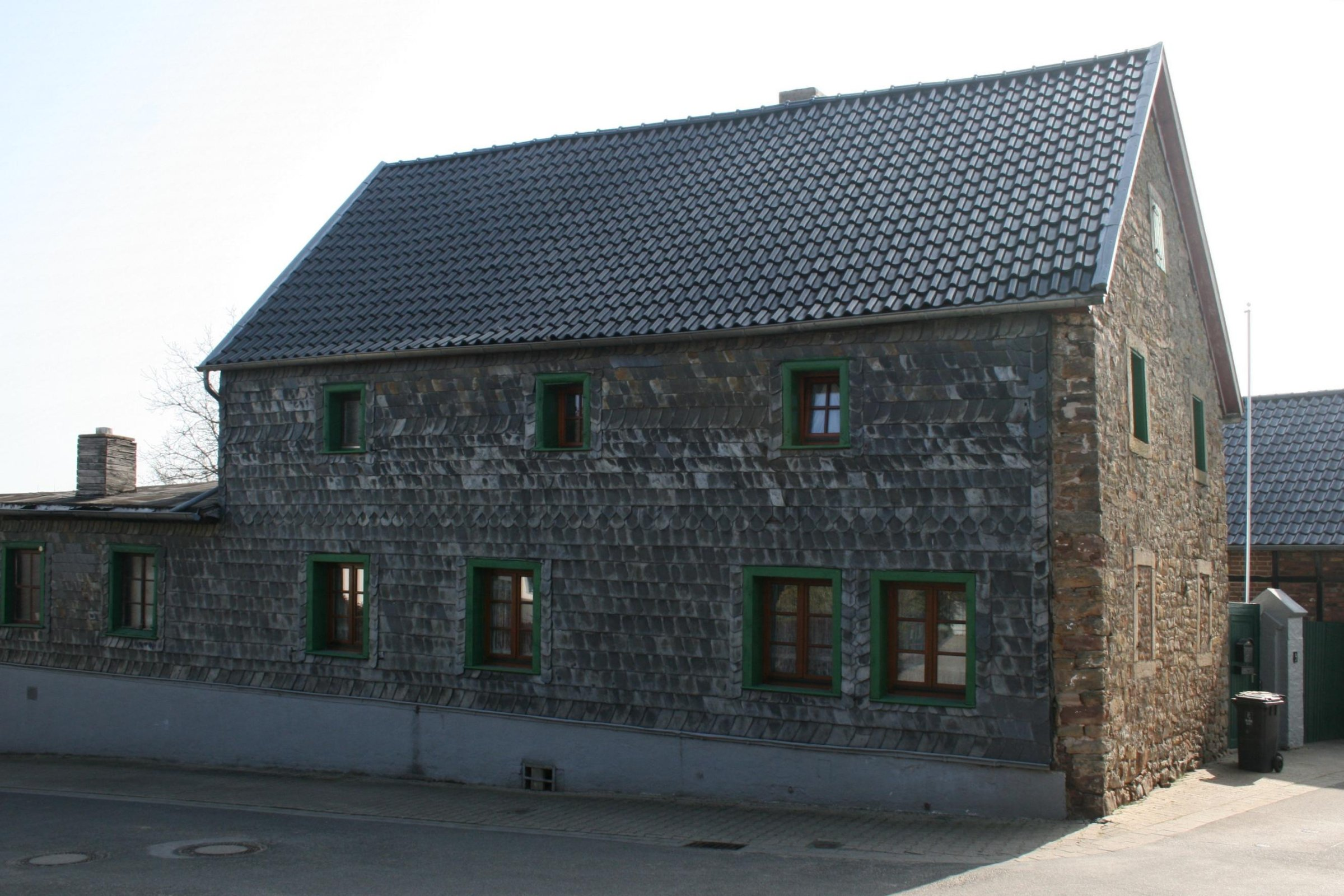

Das Gebäude Zum Berzberg 9 befindet sich im Dürener Stadtteil Berzbuir in Nordrhein-Westfalen. 
Die ehemalige Hofanlage wurde im 17./18. Jahrhundert erbaut. Im 19. Jahrhundert kam ein Werkstattanbau dazu. 
Zu der kleinen Hofanlage gehören der Stall, eine Scheune und eine Werkstatt. Das Wohnhaus mit einer Bruchsteingiebelwand wurde im 17. Jahrhundert erbaut. An der Hofseite ist Sichtfachwerk feststellbar, straßenseitig ist das Haus verschiefert. Auf dem Haus steht ein Satteldach. Die Scheune hat ausgemauerte Gefache und auch eine Bruchsteingiebelwand.
Das Bauwerk ist unter Nr. 3/016 in die Denkmalliste der Stadt Düren eingetragen.